# Taftanaz
Taftanaz (arabisch تفتناز, DMG Taftanāz) ist eine Kleinstadt und der Hauptort eines Distrikts im Nordwesten Syriens im Gouvernement Idlib. 
Taftanaz liegt 17 km nordöstlich von Idlib an der Straße Richtung Aleppo. Die Bevölkerungszahl beträgt ungefähr 15.000. Auf den Feldern der Umgebung wird vor allem Baumwolle angebaut.